# Bosques húmedos montanos de Borneo
Los bosques húmedos montanos de Borneo son una ecorregión, de bosque nuboso, dentro del bioma de bosques latifoliados húmedos tropicales y subtropicales, de la isla de Borneo, en el sudeste asiático.

## Localización y descripción
Esta ecorregión está formada por bosque nuboso tropical de montaña y laurisilva. Se encuentra en las zonas más elevadas, por encima de los 1.000 m, del centro de Borneo, con secciones en Malasia, Indonesia y territorios de la isla pertenecientes a Brunéi. Estas laderas más frescas y húmedas sobresalen de la alfombra de espesa selva tropical que cubre las tierras bajas más cálidas de abajo, y además de precipitaciones adicionales también obtienen humedad de las nubes bajas. Los suelos son más pobres y ácidos que los de las tierras bajas.

## Flora
Los bosques aislados más altos y fríos de la isla albergan un rico y característico conjunto de plantas de origen asiático y australiano. Son especialmente abundantes las plantas de Nepenthes (>15 especies), los rododendros y las orquídeas. Esta ecorregión también contiene importantes zonas de bosque en las tierras altas calizas, especialmente en el monte Api, que presenta claras zonas altitudinales de vegetación diferenciada. Long Pasia, en la cordillera de Meligan, y la meseta de Usun Apau cuentan con importantes zonas de humedales de gran altitud.

## Fauna
Los bosques pluviales montanos albergan una fauna muy variada, que incluye un gran número de mamíferos como civetas (como la rara civeta de Hose, Diplogale hosei, endémica de estos bosques montanos), musarañas arborícolas, ardillas y ratas, y primates como orangutanes (Pongo pygmaeus), gibones y langures. Aunque la mayoría de estos primates prefieren elevaciones más bajas, hay un buen número de macacos de gran tamaño y, como los bosques están menos alterados en las elevaciones más altas, animales más grandes como los orangutanes y el rinoceronte de Sumatra (Dicerorhinus sumatrensis) se han retirado aquí desde las tierras bajas. Aunque hay menos aves en las montañas de Borneo que en las tierras bajas, hay una mayor proporción de especies endémicas; de hecho, la mayoría de las aves únicas de Borneo viven en los bosques montanos; por ejemplo, en el monte Mulu, en Sarawak, hay 171 aves diferentes en las tierras bajas y sólo 12 especies a 1.300 m de altitud.

## Amenazas y conservación
Las zonas más elevadas de Borneo son inaccesibles, por lo que más del 90% del hábitat original permanece intacto, a pesar de los incendios forestales de 1997-8 que dañaron gran parte de los bosques de las tierras bajas de Borneo. Alrededor del 25% se encuentra en zonas protegidas, incluido un bloque muy extenso en el Parque Nacional Kayan Mentarang, que alberga comunidades de indígenas pero está amenazado por la tala comercial y la construcción de carreteras. Este parque y otros, como el Parque Nacional de Betung Kerihun, son importantes refugios para la fauna, ya que los hábitats de las tierras bajas se están eliminando sistemáticamente.